# زیریکلی‌تاماک
زیریکلی‌تاماک (انگلیسی: Ziriklytamak) یک شهرک در شهرستان بیژبولیاکسکی باشقیرستان کشور روسیه است.